# Dicranum bruntonii
Dicranum bruntonii là một loài rêu trong họ Dicranaceae. Loài này được Sm. mô tả khoa học đầu tiên năm 1812.